# Камэда, Коки
Коки Камэда (яп. 亀田興毅 Камэда Ко:ки, род. 17 ноября 1986 года, Осака, Осака, Япония) — японский боксёр-профессионал, Чемпион мира в первом наилегчайшем весе (по версии WBA, 2006—2007.) Чемпион мира в наилегчайшем весе (по версии WBC, 2009—2010). Чемпион Мира в легчайшем весе (по версии WBA, 2010—2013.)

## Профессиональная карьера
В 2005 году нокаутировал бывшего чемпиона мира Ноэля Арамбулета.
В 2006 году, в двенадцатом и тринадцатом поединках на профессиональном ринге дважды победил Хуана Хосе Ландаэта, и стал новым чемпионом мира в первом наилегчайшем весе, по версии WBA.
В 2009 году стал чемпионом мира в следующей весовой категории, победив по очкам японца Дайсукэ Нато.
В следующем поединке потерпел первое поражение на профессиональном ринге, проиграл по очка близким решением судей, тайцу Пхонгсаклеку Вончонгкхаму.
В декабре 2010 года победил венесуэльца, Александра Муньоса, и стал чемпионом в третьей для себя весовой категории. К 2013 году защитил титул восемь раз.
Вместе с родными братьями Томоки и Дайки являлся действующими чемпионами мира по боксу.